# 跑跑飞空艇
《跑跑飛天車》，基於《跑跑卡丁車》、《爆爆王》、《泡泡大亂鬥》上所開發的遊戲，韓國2009年7月21日開始公測；2012年1月12日24时韩国服务器关闭，结束了2年6个月的运行，这是泡泡系列中唯一一个没有走出韩国的游戏。